# 마카브르

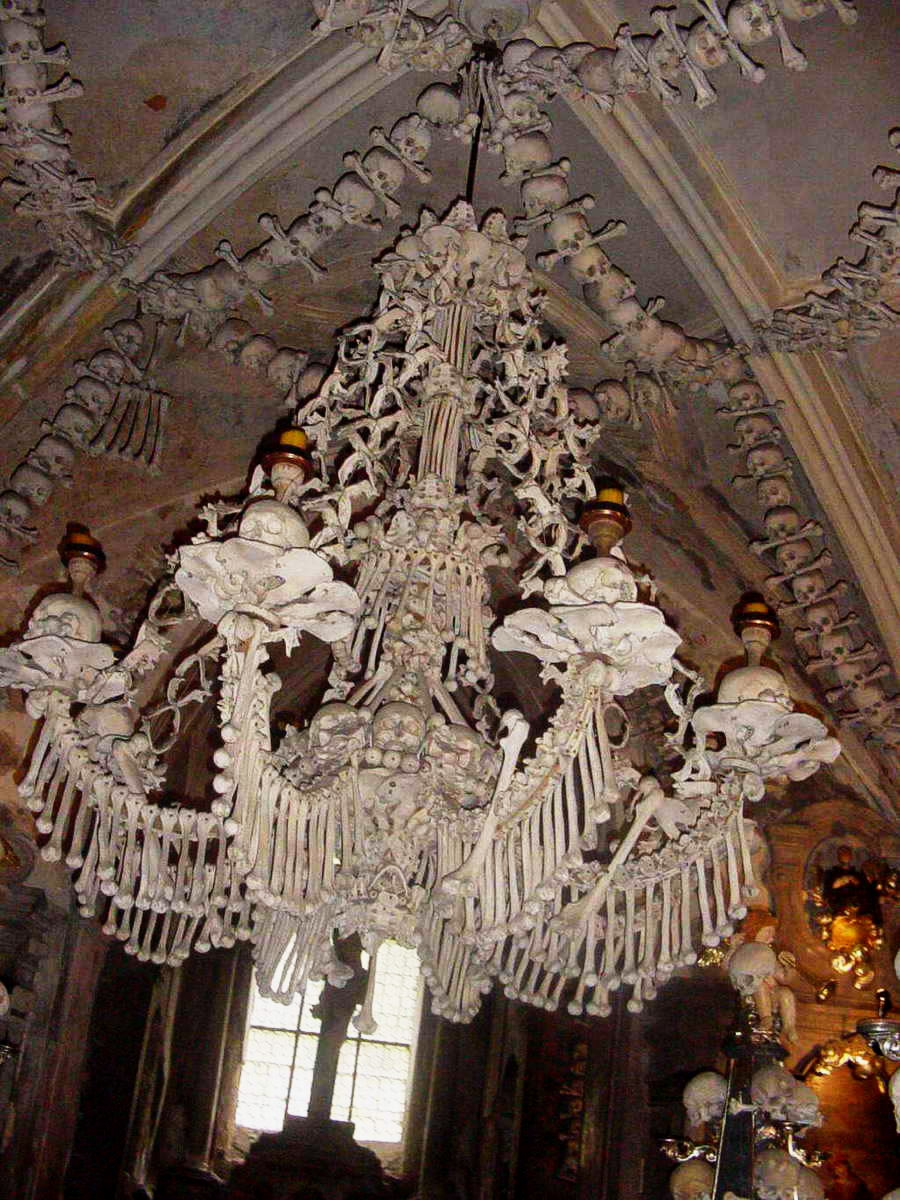
체코 세들레츠 납골당의 뼈로 만든 샹들리에

마카브르(프랑스어: macabre [makabʁ][*])는 기괴하거나 으스스하고 섬뜩한 분위기를 가진 예술작품을 말한다. 마카브르는 죽음에 대한 상세한 묘사와 상징주의로 대표된다. 겉으로는 멀쩡하지만 함의가 섬뜩한 것보다는, 그냥 그 자체로 노골적으로 섬뜩한 것을 마카브르라고 한다.

## 같이 보기
- 공포물